# Fiorenza Cedolins
Fiorenza Cedolins (18 de marzo de 1966) es una soprano lírica italiana, especialista en Verdi y Puccini.

## Biografía
Nació en Vito d'Asio (Italia) y estudia en la escuela del maestro Roberto Benaglio. Debuta en Génova en 1993 en el papel de Santuzza de Cavalleria rusticana de Pietro Mascagni. Entre el público se encontraba el director del Festival de Split (Croacia), quien le ofrece la oportunidad de cantar en el evento. Cedolins aprovechará esta oportunidad para interpretar a un buen números de papeles tanto de ópera italiana como extranjera, a la par que crecer como cantante y artista.
En 1996 gana el concurso internacional Luciano Pavarotti, brindándole la oportunidad de cantar el rol de Tosca de Puccini en Filadelfia junto al divo italiano. Ese mismo año, volverá a interpretar a Santuzza en el Festival de Rávena bajo la batuta del maestro Riccardo Muti. Desde entonces, comienza una carrera internacional que la ha llevado a los cosos operísticos más importantes como la Scala de Milán, el Metropolitan de Nueva York, la Ópera de Viena, la Ópera de París, el Teatro Real de Madrid, el Liceo de Barcelona, el Covent Garden de Londres, el Concertgebouw de Ámsterdam o la Fenice de Venecia.
Fiorenza Cedolins es una continuadora de la escuela de canto a la italiana, destacando e numerosos roles verdianos como Leonora (de El trovador), Luisa Miller (de la ópera homónima), Isabel (de Don Carlo) o Aida. Sus interpretaciones de Puccini también son muy celebradas como Madama Butterfly o Manon Lescaut. También ha interpretado destacados roles verista (Nedda de Payasos de Ruggero Leoncavallo o el anteriormente citado de Santuzza) como bel canto: María Estuardo (Gaetano Donizetti o Norma (Vincenzo Bellini).